# Musique contemporaine
La musique contemporaine représente les différents courants de musique savante apparus après la fin de la Seconde Guerre mondiale. À partir des années 1950, l’émergence de mutations dans l'écriture musicale laisse entrevoir une nouvelle tendance de la composition. Ces mutations sont en fait des caractéristiques du siècle de l'ordinateur, de l'enregistrement sonore et du synthétiseur : un langage musical en crise (indétermination d’un côté, sérialisme généralisé de l’autre), et des recherches qui développent de nouvelles formes d’expression (musique électronique, mixte), pour aboutir à de nouveaux concepts (notions fondamentales d’acoustique, notions d’objets sonores et musicaux). Certains de ces courants ont emprunté des voies nouvelles en dehors du système tonal.
Un autre apport, des instrumentistes eux-mêmes, est celui des modes de jeu qui sur la base de la lutherie traditionnelle développe également l'espace du timbre instrumental.

## Les précurseurs
Parvenus aux confins de l’exploration harmonique et stylistique de la musique romantique, les compositeurs du début du XXe siècle ont essayé de se délier des systèmes classiques. Pour ce faire, ils ont tenté de purifier l’écoute de la musique de ses éternels couplages entre tensions et détentes que la tonalité lui avait inculqués. L’« extra-tonalité » s’est employée à explorer, parfois en les combinant, tantôt la modalité (Debussy, Moussorgski), tantôt l’espace harmonique dans son entier (dodécaphonisme), tantôt l’espace rythmique (Stravinsky).
- La seconde école de Vienne (Arnold Schönberg, Alban Berg, Anton Webern) crée une musique où l'organisation de l'harmonie et de la mélodie est remplacée, d'abord de manière empirique puis de façon théorique et systématique, en utilisant la série, combinaison utilisant comme base les douze demi-tons chromatiques, fondement de la musique sérielle.
- Après les expériences des futuristes italiens du début du XXe siècle (la musique bruitiste de Luigi Russolo), Edgard Varèse mêle à sa musique des bruits industriels et se préoccupe autant de timbre et de rythme que de mélodie et d'harmonie.
- Charles Ives utilise des techniques de collage, expérimente des procédés aléatoires et de spatialisation.
- Olivier Messiaen favorise les rythmes et les intensités et les intègre dans des échelles sérielles dans la courte pièce pour piano Mode de valeurs et d'intensités.

## Le sérialisme intégral
Le dodécaphonisme utilise des séries pour régir les hauteurs. Le sérialisme généralise les séries à d'autres paramètres du son (rythmes, durées, timbres, etc.). Ceci conduit, après la Seconde Guerre mondiale, à un sérialisme intégral où tous les paramètres sont structurés par des séries.
Les principaux compositeurs sont René Leibowitz (pour son rôle d'initiateur en France), Pierre Boulez, Jean Barraqué, Luigi Nono, Bruno Maderna, Luciano Berio, Karlheinz Stockhausen, Milton Babbitt et Igor Stravinsky (dans sa dernière période).
Œuvres emblématiques et représentatives : premier livre des Structures pour deux pianos de Pierre Boulez et la Sonate pour piano de Barraqué.

## La musique concrète, électronique, électroacoustique
Dès 1917, Varèse écrivait :

« Je rêve d’instruments obéissant à la pensée et qui, avec l’apport d’une floraison de timbres insoupçonnés, se prêtent aux combinaisons qu’il me plaira de leur imposer. »

Mais c'est seulement à la fin des années 1940, avec l'enregistrement sur un support audio comme le disque (1948) puis la bande magnétique (après 1950), que de nouvelles formes de composition directes sur le matériau sonore ont pu s'opérer.
Edgard Varèse fut, comme par la suite Pierre Schaeffer et Pierre Henry, l'un des précurseurs de cette musique. Ils intégrèrent tous très tôt des instruments électroniques à leurs œuvres, mêlèrent instruments et sons enregistrés (Orphée 51 ou toute la lyre de Pierre Schaeffer et Pierre Henry, 1951 ; Déserts d'Edgard Varèse, 1954) et créèrent des œuvres de musique électronique pure (Symphonie pour un homme seul de Schaeffer et Henry, 1950, Poème électronique de Varèse, 1958).
Au cours des années 1950 et 1960, Karlheinz Stockhausen, Luciano Berio, Pierre Boulez, Luigi Nono et György Ligeti essaieront également soit de créer des œuvres avec des sons électroniques (enregistrés sur bande), soit de mêler sons enregistrés et exécution instrumentale ; mais la technologie étant assez rudimentaire à l'époque, la plupart d'entre eux y renonceront temporairement. György Ligeti (Glissandi, 1957), Luciano Berio (Thema (Omaggio a Joyce), 1958), Pierre Henry (Haut Voltage, 1956) ou Karlheinz Stockhausen (Gesang der Jünglinge, 1956 et Kontakte, 1959) créèrent dès la fin des années 1950 les premières œuvres de la musique électronique ou électroacoustique. Ces techniques évoluèrent considérablement, en particulier avec l’apparition de l’informatique et des différentes méthodes de traitement et de synthèse sonore.
Les représentants de ces techniques en France sont entre autres Pierre Henry et Pierre Schaeffer, inventeur du terme musique concrète en 1948 et fondateur du Groupe de recherches musicales (GRM) en 1958. Ils tentèrent, avec l'aide du tourne-disque puis du magnétophone, de mettre en œuvre une musique nouvelle. Cette musique sur bande, née des recherches sur la nature du sonore et du musical, est désignée comme « concrète » pour l'inversion du processus de composition qui la caractérise. Au lieu de partir de ces valeurs abstraites que sont les notes pour aller vers le concret d'un résultat sonore, cette musique prend pour départ des données sonores enregistrées, d'origine acoustique ou électronique, organisées par montage et mixage, où la composition est fondée sur l'écoute directe du résultat en un constant aller-retour du faire à l'entendre, pour aboutir enfin à cette abstraction qu'est la musique. C'est la « démarche concrète ».
Il n'y a pas qu'une formule de musique électronique, mais de nombreuses variantes :
- utilisation d'instruments électroniques par des musiciens qui en jouent effectivement (Ondes Martenot, thérémine, etc.) ;
- œuvre électroacoustique ou électronique pré-enregistrée (GRM, Studios de Cologne et de Milan). La représentation publique de ces œuvres, fixées sur un support audio mono, stéréo ou multipistes, peut prendre plusieurs formes : elles sont jouées en concert sur acousmonium (« orchestre » de haut-parleurs) par des interprètes acousmatiques formés pour cela ; ou bien elles bénéficient d'une diffusion radiophonique (particulièrement bien adaptée à ce qu'on nomme création radiophonique ou Hörspiel réalisés tant par des auteurs de radio que des compositeurs de musique électroacoustique) ; ou encore elles sont pensées pour des lieux d'exposition, de passage – en intérieur ou en extérieur –, etc., c'est l'installation sonore ; enfin elles accompagnent, en tant que musique d'application, un spectacle visuel tel que théâtre, danse, cinéma, vidéo ;
- œuvres mixtes bande/orchestre ou formation de chambre (Déserts de Varèse, de nombreuses œuvres de Nono, Ivo Malec, François-Bernard Mâche, Luc Ferrari, Denis Dufour, Gilles Racot). L'intérêt consiste en la fusion de deux univers très différents : celui du son instrumental, le plus souvent de hauteur bien déterminée, joué par un musicien, et celui de tous les sons possibles (parfois des bruits sans hauteur déterminée), celui de la musique enregistrée à la temporalité immuable et du musicien en chair et en os qui doit se synchroniser ;
- transformations d’un son acoustique par des moyens électroniques en temps réel (GRM avec Syter – Système Temps Réel –, IRCAM avec la 4X puis Max/MSP et autres systèmes).

Dans le cas de la musique « pour bande » (appelée selon les époques, les lieux et les écoles musique concrète, musique expérimentale, musique électroacoustique, tape music, Elektronische Musik, musique acousmatique (ou encore art acousmatique), le son enregistré lui-même peut être produit de différentes manières :
- son de synthèse, électronique ou informatique;
- son instrumental ou vocal traditionnel transformé;
- son naturel a priori non-musical transformé ou non.

Depuis l'arrivée de l'ordinateur personnel, le traitement numérique du son permet de créer de nouvelles formes d'instrumentalisation de la musique, aussi bien grâce à la synthèse sonore que sur le plan du formalisme de la composition (cf. musique assistée par ordinateur).

## Le théâtre musical
De plus en plus de musiques s'orientent vers une démarche incluant, en partie, la théâtralisation des objets liés aux processus créateurs (voix, instrument notamment chez Berio avec les Sequenze, interprète). Encore aujourd'hui, dans la musique du XXIe siècle, certains compositeurs s'orientent vers des démarches hybrides mêlant musique et arts de la scène (François Sarhan, Colin Roche). Une possibilité est de considérer le théâtre musical comme un héritier des pratiques de John Cage et La Monte Young, liées aux happenings.

## Indétermination, œuvres ouvertes, partitions graphiques

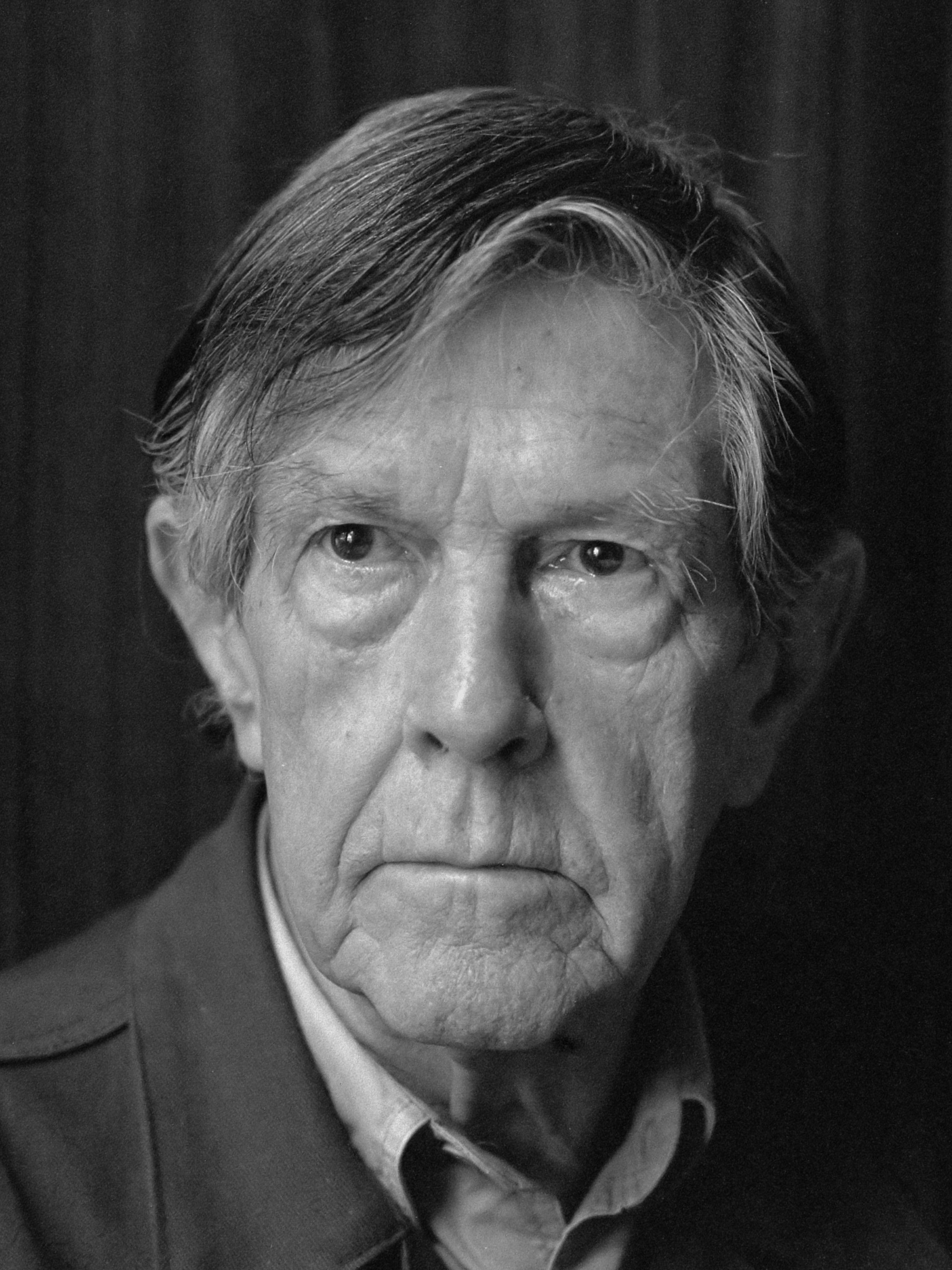
John Cage en 1988.

L'indétermination est un courant américain qui s'est créé en réaction à la complexité de la musique européenne. Son représentant le plus emblématique est John Cage autour duquel se forme ce que l'on appelle parfois l'École de New York, composée notamment par Morton Feldman et Earle Brown. Ils sont très liés aux artistes plasticiens de leur temps : Mark Rothko, Jackson Pollock, Alexander Calder.
- Œuvres emblématiques et représentatives : 4′33′′ et Concert for Piano and Orchestra de John Cage, December 52 de Earle Brown.

Une œuvre ouverte est une œuvre mobile, dont chaque exécution est différente. Cette notion d'œuvre ouverte a été développée par Umberto Eco. Dans la pratique, le compositeur délègue à l'interprète certains choix, plus ou moins encadrés : parcours (ordre des sections laissé libre dans la partition), paramètres du son (attaques, dynamiques, hauteur, etc.), combinaisons... Dans certaines pièces, l'ouverture est assurée en recourant à des signes visuels ou sonores,.
- Les œuvres fondamentales de ce mouvement sont la Sonate pour piano nº 3 de Pierre Boulez, les Archipels d'André Boucourechliev et Klavierstück XI de Karlheinz Stockhausen.

À partir des années 1950, on voit apparaître un ensemble totalement hétérogène de partitions utilisant des signes nouveaux, sans rapport avec les standards existants. Ces pièces, dont certaines sont visuellement aussi belles que des œuvres d'art, sont des partitions graphiques.
- Pièces représentatives : Five Pieces for David Tudor de Sylvano Bussotti, Treatise de Cornelius Cardew, Mo-No de Dieter Schnebel.

## Le minimalisme
La musique minimaliste est un courant apparu dans les années 1960 aux États-Unis. Ses représentants les plus connus sont Steve Reich, Michael Nyman, John Adams, Philip Glass, Terry Riley, La Monte Young, Arvo Pärt, Henryk Górecki. Le terme de minimaliste est généralement considéré comme étant peu adapté à cette musique, que l'on appelle également « répétitive », car en partie basée sur un principe de répétition. Elle comporte des influences diverses : Erik Satie, le sérialisme, l'avant-garde musicale américaine autour de John Cage, ainsi que le jazz, et les musiques extra-occidentales.
Les premières œuvres minimalistes utilisent un matériau assez dépouillé, avec l'utilisation de bourdons chez La Monte Young, ou de techniques de répétition, par décalage de phase chez Steve Reich, ou par addition/soustraction de motifs chez Philip Glass. Les œuvres postérieures s'écartent en revanche de plus en plus d'une utilisation « minimale » du matériau musical, en particulier chez John Adams.
György Ligeti a écrit certaines œuvres (Kammerkonzert, 2e quatuor à cordes) utilisant épisodiquement des techniques similaires. D'autres compositeurs les ont utilisées de façon moins systématique : Harrison Birtwistle, Luciano Berio (Points on the curve to find).
Œuvres emblématiques et représentatives : In C de Terry Riley ; Come Out et Music for 18 Musicians de Steve Reich ; Violin Concerto de Philip Glass ; Nixon in China de John Adams.
Le terme de minimalisme englobe un spectre assez large de styles, et se confond parfois avec la musique postmoderne.

## Le courant spectral
Le terme fut inventé par le compositeur Hugues Dufourt dans un article de 1979. Il sert généralement à désigner des techniques de composition développées principalement par les compositeurs français Tristan Murail et Gérard Grisey, même si ce dernier s'identifiait peu dans ce terme et aurait préféré le terme de « musique liminale », qui résumait mieux sa pensée du temps musical. Mais les premiers compositeurs que l'on peut qualifier de spectraux sont les Roumains Iancu Dumitrescu (1944) et Horațiu Rădulescu (1942-2008), dont le mode de composition résulte plus de l'héritage de la musique populaire roumaine qui englobe elle-même des aspects spectraux, ainsi que de la musique byzantine, que de l'exploration scientifique des composantes harmoniques du son, comme procède l'école spectrale française. De ces deux compositeurs on peut citer comme œuvres représentatives, pour Rădulescu, Iubiri pour 16 instruments et sound icons (un instrument créé par le compositeur) ou les sonates pour piano, et pour Dumitrescu Medium II pour contrebasse et Cogito/Trompe-l'œil pour piano préparé, 2 contrebasses, gong javanais, cristaux et objets métalliques. On peut considérer également le compositeur japonais Toshirō Mayuzumi (1929-1997), qui a analysé acoustiquement les sons des cloches bouddhistes et reproduit leur qualité sonore par orchestre dans sa Nirvana Symphony pour chœur et orchestre (1958).
La musique spectrale, dans un sens restrictif, est principalement basée sur la découverte de la nature du timbre musical et la décomposition spectrale du son musical, à l'origine de la perception de ce timbre. Certaines œuvres comme Atmosphères de György Ligeti, Stimmung de Karlheinz Stockhausen, Metastasis de Iannis Xenakis, Mutations de Jean-Claude Risset et Stria de John Chowning ont directement influencé ce mouvement, par leur ambivalence harmonie-timbre. Il en est de même pour les œuvres de Giacinto Scelsi, de Per Nørgård (Iris, Luna ou Voyage into the golden screen) ou encore de Friedrich Cerha (Cycle des Spiegel).
La musique « spectrale » tente de synthétiser à l'orchestre ou avec un ensemble instrumental des évolutions temporelles de sons plus ou moins bruités. Elle utilise pour cela des techniques microtonales d'orchestration favorisant une perception fusionnée, qui est celle du timbre, et des processus continus de transformation du matériau dans le temps. Tristan Murail, Gérard Grisey, Hugues Dufourt et Michaël Levinas développeront cette recherche, en y incorporant des techniques dérivées de l'analyse-synthèse par ordinateur, qui a permis de rentrer dans les détails de la représentation du timbre. Ils appliqueront ainsi à l'écriture pour instruments traditionnels des techniques précédemment découvertes en électroacoustiques comme la modulation de fréquence, la boucle de réinjection, la compression de spectres, ou la dilatation d'un son dans le temps. Esthétiquement, cette école s'opposait à la musique sérielle et plus généralement à une musique combinatoire, préférant penser le son complexe comme un continuum, parallèle microscopique du continu formel macroscopique qu'est une œuvre de musique. Horațiu Rădulescu a mis au point une autre écriture spectrale basée sur la scordatura spectrale comportant des intervalles inégaux, peu nombreux dans le grave et de plus en plus nombreux en montant vers l'aigu.
Il s'agit d'une école esthétique dans le sens où elle a influencé de nombreux compositeurs plus jeunes : Philippe Hurel, Philippe Leroux, Marc-André Dalbavie, Jean-Luc Hervé, Régis Campo, Bruno Letort, Thierry Alla, Fabien Lévy, Xu Yi, Éric Tanguy ou Thierry Blondeau en France, Claude Ledoux en Belgique, Kaija Saariaho ou Magnus Lindberg en Finlande, George Benjamin ou Julian Anderson au Royaume-Uni, Joshua Fineberg aux États-Unis, Georg Friedrich Haas en Autriche, Ana-Maria Avram en Roumanie pour n'en citer que quelques-uns.